# M·a·z·e
『m·a·z·e』為2002年10月3日發行之日本歌手倖田來未6th單曲。

## 解說
- 首次於「LIVE TOUR 2005 -first things-」演出其搖滾版本。

- B面曲的「one」為m-flo前成員「LISA」擔任製作的作品。

## 收錄曲目
1. m·a·z·e -Original Mix-
作詞:Kenn Kato / 作曲:山口寛雄 / 編曲:813・h-wonder
日本電視台連續劇「サイコドクター」插入曲。為倖田首次搭載連續劇的曲目彼。
2. one -Original Mix- Produced by LISA
作詞:倖田來未・LISA / 作曲:LISA / 編曲:山木隆一郎
3. m·a·z·e -Remix- Remixed by L12